# Ebina
Ebina (jap. 海老名市 Ebina-shi) – miasto w Japonii, w prefekturze Kanagawa, na wyspie Honsiu.

## Położenie
Miasto leży w centrum prefektury Kanagawa. Graniczy z:
- Atsugi
- Samukawą
- Zamą
- Ayase
- Fujisawą
- Yamato

## Historia
1 kwietnia 1889 roku, po restauracji Meiji, obszar ten stał się częścią powiatu Kōza w prefekturze Kanagawa. Istniejące wsie podzielono na dwie wioski – Ebina i Arima. 20 grudnia 1940 roku Ebina zdobyła status miasteczka (chō). 20 lipca 1955 roku miasteczko połączyło się z wsią Arima. 1 listopada 1971 roku Ebina zdobyła prawa miejskie.

## Populacja
Zmiany w populacji Ebiny w latach 1970–2015:
| Rok  | Populacja |
| ---- | --------- |
| 1970 | 44 492    |
| 1975 | 59 783    |
| 1980 | 77 498    |
| 1985 | 93 159    |
| 1990 | 105 822   |
| 1995 | 113 430   |
| 2000 | 117 519   |
| 2005 | 123 764   |
| 2010 | 127 707   |
| 2015 | 130 190   |